# Characodon audax
Characodon audax és una espècie de peix de la família dels goodèids i de l'ordre dels ciprinodontiformes. Va ser descrit el 1986 pels ictiòlegs Michael Leonard Smit i Robert Rush Miller.

## Hàbitat
És un peix d'aigua dolça, de clima subtropical i demersal.

## Distribució geogràfica
Es troba a Mèxic.

## Observacions
És inofensiu per als humans.